# Vòng bảng thứ nhất UEFA Champions League 2000–01
Vòng bảng thứ nhất của UEFA Champions League 2000–01 được diễn ra từ ngày 12 tháng 9 đến ngày 8 tháng 11 năm 2000. 16 đội thắng của vòng loại thứ ba, 10 đội vô địch từ các quốc gia hạng 1–10 và 6 đội đứng thứ hai từ các quốc gia hạng 1–6 được bốc thăm vào tám bảng gồm bốn đội mỗi bảng. Hai đội đứng đầu ở mỗi bảng đi tiếp vào vòng bảng thứ hai và đội đứng thứ ba ở mỗi bảng đi tiếp vào vòng 3 của Cúp UEFA 2000–01.
Deportivo La Coruña, Hamburg, Heerenveen, Helsingborg, Leeds United, Lyon và Shakhtar Donetsk có lần đầu tiên xuất hiện ở vòng bảng.

## Xếp hạt giống
Việc xếp hạt giống được xác định bởi hệ số UEFA. Các câu lạc bộ từ cùng hiệp hội được tách ra thành các bảng A–D và E–H, đảm bảo rằng họ không thi đấu vào cùng ngày nếu có thể.
| Chú thích màu sắc                 |
| --------------------------------- |
| Đội đi tiếp vào vòng bảng thứ hai |
| Đội tham dự vòng 32 đội Cúp UEFA  |

| Nhóm 1            | Nhóm 1  |
| Đội               | Hệ số   |
| ----------------- | ------- |
| Real MadridTH     | 99.799  |
| Juventus          | 109.963 |
| Barcelona         | 103.799 |
| Bayern Munich     | 103.201 |
| Lazio             | 94.963  |
| Manchester United | 89.727  |
| Monaco            | 75.363  |
| Valencia          | 69.799  |

| Nhóm 2              | Nhóm 2 |
| Đội                 | Hệ số  |
| ------------------- | ------ |
| Spartak Moscow      | 65.637 |
| Paris Saint-Germain | 64.363 |
| Lyon                | 60.364 |
| Milan               | 53.964 |
| Deportivo La Coruña | 53.799 |
| Arsenal             | 52.727 |
| PSV Eindhoven       | 52.333 |
| Galatasaray         | 51.925 |

| Nhóm 3           | Nhóm 3 |
| Đội              | Hệ số  |
| ---------------- | ------ |
| Dynamo Kyiv      | 51.583 |
| Rosenborg        | 51.050 |
| Bayer Leverkusen | 48.201 |
| Olympiacos       | 45.433 |
| Panathinaikos    | 44.433 |
| Leeds United     | 43.728 |
| Sparta Prague    | 43.562 |
| Rangers          | 32.250 |

| Nhóm 4           | Nhóm 4 |
| Đội              | Hệ số  |
| ---------------- | ------ |
| Sporting CP      | 30.274 |
| Hamburg          | 30.201 |
| Anderlecht       | 27.525 |
| Beşiktaş         | 26.925 |
| Sturm Graz       | 26.250 |
| Heerenveen       | 24.333 |
| Helsingborg      | 16.766 |
| Shakhtar Donetsk | 15.583 |

## Các bảng đấu

### Bảng A
| VT | Đội              | ST | T | H | B | BT | BB | HS  | Đ  | Giành quyền tham dự           |
| -- | ---------------- | -- | - | - | - | -- | -- | --- | -- | ----------------------------- |
| 1  | Real Madrid      | 6  | 4 | 1 | 1 | 15 | 8  | +7  | 13 | Đi tiếp vào vòng bảng thứ hai |
| 2  | Spartak Moscow   | 6  | 4 | 0 | 2 | 9  | 3  | +6  | 12 | Đi tiếp vào vòng bảng thứ hai |
| 3  | Bayer Leverkusen | 6  | 2 | 1 | 3 | 9  | 12 | −3  | 7  | Chuyển qua Cúp UEFA           |
| 4  | Sporting CP      | 6  | 0 | 2 | 4 | 5  | 15 | −10 | 2  |                               |

| Spartak Moscow           | 2–0    | Bayer Leverkusen |
| ------------------------ | ------ | ---------------- |
| Titov 51' · Bezrodny 89' | Report |                  |

| Sporting CP                   | 2–2    | Real Madrid                               |
| ----------------------------- | ------ | ----------------------------------------- |
| Sá Pinto 39' · André Cruz 42' | Report | Roberto Carlos 50' · Rui Jorge 76' (l.n.) |

| Bayer Leverkusen                         | 3–2    | Sporting CP                           |
| ---------------------------------------- | ------ | ------------------------------------- |
| Ramelow 65' · Brdarić 73' · Neuville 77' | Report | André Cruz 12' · Sá Pinto 79' (ph.đ.) |

| Real Madrid  | 1–0    | Spartak Moscow |
| ------------ | ------ | -------------- |
| Helguera 51' | Report |                |

| Spartak Moscow               | 3–1    | Sporting CP  |
| ---------------------------- | ------ | ------------ |
| Robson 44' · Marcão 68', 82' | Report | Sá Pinto 24' |

| Bayer Leverkusen            | 2–3    | Real Madrid                        |
| --------------------------- | ------ | ---------------------------------- |
| Schneider 27' · Ballack 44' | Report | Roberto Carlos 32', 75' · Guti 69' |

| Sporting CP | 0–3    | Spartak Moscow                    |
| ----------- | ------ | --------------------------------- |
|             | Report | Dimas 16' (l.n.) · Titov 52', 68' |

| Real Madrid                                               | 5–3    | Bayer Leverkusen                     |
| --------------------------------------------------------- | ------ | ------------------------------------ |
| Guti 4', 64' · Helguera 24' · Raúl 75' · Figo 87' (ph.đ.) | Report | Brdarić 20' · Kirsten 55' · Rink 77' |

| Bayer Leverkusen | 1–0    | Spartak Moscow |
| ---------------- | ------ | -------------- |
| Ballack 52'      | Report |                |

| Real Madrid                               | 4–0    | Sporting CP |
| ----------------------------------------- | ------ | ----------- |
| Guti 12' · Sávio 42' · Morientes 62', 70' | Report |             |

| Spartak Moscow    | 1–0    | Real Madrid |
| ----------------- | ------ | ----------- |
| Geremi 47' (l.n.) | Report |             |

| Sporting CP | 0–0    | Bayer Leverkusen |
| ----------- | ------ | ---------------- |
|             | Report |                  |

### Bảng B
| VT | Đội              | ST | T | H | B | BT | BB | HS | Đ  | Giành quyền tham dự           |
| -- | ---------------- | -- | - | - | - | -- | -- | -- | -- | ----------------------------- |
| 1  | Arsenal          | 6  | 4 | 1 | 1 | 11 | 8  | +3 | 13 | Đi tiếp vào vòng bảng thứ hai |
| 2  | Lazio            | 6  | 4 | 1 | 1 | 13 | 4  | +9 | 13 | Đi tiếp vào vòng bảng thứ hai |
| 3  | Shakhtar Donetsk | 6  | 2 | 0 | 4 | 10 | 15 | −5 | 6  | Chuyển qua Cúp UEFA           |
| 4  | Sparta Prague    | 6  | 1 | 0 | 5 | 6  | 13 | −7 | 3  |                               |

| Sparta Prague | 0–1    | Arsenal      |
| ------------- | ------ | ------------ |
|               | Report | Sylvinho 33' |

| Shakhtar Donetsk | 0–3    | Lazio                                |
| ---------------- | ------ | ------------------------------------ |
|                  | Report | López 27' · Nedvěd 68' · Inzaghi 78' |

| Arsenal                          | 3–2    | Shakhtar Donetsk           |
| -------------------------------- | ------ | -------------------------- |
| Wiltord 45+4' · Keown 85', 90+2' | Report | Bakharev 26' · Vorobey 29' |

| Lazio                          | 3–0    | Sparta Prague |
| ------------------------------ | ------ | ------------- |
| Inzaghi 35', 70' · Simeone 58' | Report |               |

| Arsenal            | 2–0    | Lazio |
| ------------------ | ------ | ----- |
| Ljungberg 43', 56' | Report |       |

| Sparta Prague                          | 3–2    | Shakhtar Donetsk              |
| -------------------------------------- | ------ | ----------------------------- |
| Rosický 54' · Horňák 73' · Jarošík 82' | Report | Zubov 56' · Horňák 84' (l.n.) |

| Lazio      | 1–1    | Arsenal   |
| ---------- | ------ | --------- |
| Nedvěd 24' | Report | Pires 88' |

| Shakhtar Donetsk                  | 2–1    | Sparta Prague |
| --------------------------------- | ------ | ------------- |
| Gleveckas 35' · Zubov 87' (ph.đ.) | Report | Jarošík 16'   |

| Lazio                                           | 5–1    | Shakhtar Donetsk |
| ----------------------------------------------- | ------ | ---------------- |
| López 48', 68', 90+3' · Favalli 54' · Verón 57' | Report | Vorobey 41'      |

| Arsenal                                       | 4–2    | Sparta Prague                      |
| --------------------------------------------- | ------ | ---------------------------------- |
| Parlour 5' · Lauren 8' · Dixon 35' · Kanu 51' | Report | Labant 40' (ph.đ.) · Rosický 90+3' |

| Sparta Prague | 0–1    | Lazio         |
| ------------- | ------ | ------------- |
|               | Report | Ravanelli 43' |

| Shakhtar Donetsk                       | 3–0    | Arsenal |
| -------------------------------------- | ------ | ------- |
| Atelkin 34' · Vorobey 57' · Byelik 66' | Report |         |

### Bảng C
| VT | Đội        | ST | T | H | B | BT | BB | HS | Đ  | Giành quyền tham dự           |
| -- | ---------- | -- | - | - | - | -- | -- | -- | -- | ----------------------------- |
| 1  | Valencia   | 6  | 4 | 1 | 1 | 7  | 4  | +3 | 13 | Đi tiếp vào vòng bảng thứ hai |
| 2  | Lyon       | 6  | 3 | 0 | 3 | 8  | 6  | +2 | 9  | Đi tiếp vào vòng bảng thứ hai |
| 3  | Olympiacos | 6  | 3 | 0 | 3 | 6  | 5  | +1 | 9  | Chuyển qua Cúp UEFA           |
| 4  | Heerenveen | 6  | 1 | 1 | 4 | 3  | 9  | −6 | 4  |                               |

| Valencia                      | 2–1    | Olympiacos   |
| ----------------------------- | ------ | ------------ |
| Baraja 36' · Diego Alonso 45' | Report | Đorđević 74' |

| Lyon                                           | 3–1    | Heerenveen |
| ---------------------------------------------- | ------ | ---------- |
| Anderson 2' · Houttuin 10' (l.n.) · Marlet 58' | Report | Talan 35'  |

| Olympiacos                     | 2–1    | Lyon    |
| ------------------------------ | ------ | ------- |
| Ofori-Quaye 19' · Giovanni 34' | Report | Foé 88' |

| Heerenveen | 0–1    | Valencia     |
| ---------- | ------ | ------------ |
|            | Report | González 38' |

| Valencia    | 1–0    | Lyon |
| ----------- | ------ | ---- |
| Zahovič 78' | Report |      |

| Olympiacos        | 2–0    | Heerenveen |
| ----------------- | ------ | ---------- |
| Giovanni 52', 69' | Report |            |

| Lyon       | 1–2    | Valencia                        |
| ---------- | ------ | ------------------------------- |
| Marlet 90' | Report | Juan Sánchez 45+1' · Baraja 86' |

| Heerenveen | 1–0    | Olympiacos |
| ---------- | ------ | ---------- |
| Jensen 83' | Report |            |

| Olympiacos           | 1–0    | Valencia |
| -------------------- | ------ | -------- |
| Đorđević 65' (ph.đ.) | Report |          |

| Heerenveen | 0–2    | Lyon                        |
| ---------- | ------ | --------------------------- |
|            | Report | Malbranque 68' · Marlet 78' |

| Lyon      | 1–0    | Olympiacos |
| --------- | ------ | ---------- |
| Laigle 2' | Report |            |

| Valencia         | 1–1    | Heerenveen |
| ---------------- | ------ | ---------- |
| Diego Alonso 10' | Report | Venema 37' |

### Bảng D
| VT | Đội         | ST | T | H | B | BT | BB | HS | Đ  | Giành quyền tham dự           |
| -- | ----------- | -- | - | - | - | -- | -- | -- | -- | ----------------------------- |
| 1  | Sturm Graz  | 6  | 3 | 1 | 2 | 9  | 12 | −3 | 10 | Đi tiếp vào vòng bảng thứ hai |
| 2  | Galatasaray | 6  | 2 | 2 | 2 | 10 | 13 | −3 | 8  | Đi tiếp vào vòng bảng thứ hai |
| 3  | Rangers     | 6  | 2 | 2 | 2 | 10 | 7  | +3 | 8  | Chuyển qua Cúp UEFA           |
| 4  | Monaco      | 6  | 2 | 1 | 3 | 13 | 10 | +3 | 7  |                               |

| Galatasaray                        | 3–2    | Monaco                         |
| ---------------------------------- | ------ | ------------------------------ |
| Jardel 16' · Hagi 29' · Capone 80' | Report | Nonda 50' · Simone 62' (ph.đ.) |

| Rangers                                                               | 5–0    | Sturm Graz |
| --------------------------------------------------------------------- | ------ | ---------- |
| Mols 9' · De Boer 19' · Albertz 29' · Van Bronckhorst 72' · Dodds 85' | Report |            |

| Sturm Graz                  | 3–0    | Galatasaray |
| --------------------------- | ------ | ----------- |
| Yuran 32' · Schopp 64', 81' | Report |             |

| Monaco | 0–1    | Rangers            |
| ------ | ------ | ------------------ |
|        | Report | Van Bronckhorst 8' |

| Galatasaray                                    | 3–2    | Rangers                                 |
| ---------------------------------------------- | ------ | --------------------------------------- |
| Bülent Akın 51' · Hakan Ünsal 57' · Jardel 70' | Report | Kanchelskis 72' · Van Bronckhorst 90+5' |

| Monaco                                          | 5–0    | Sturm Graz |
| ----------------------------------------------- | ------ | ---------- |
| Simone 13', 38', 41' · Farnerud 77' · Nonda 84' | Report |            |

| Rangers | 0–0    | Galatasaray |
| ------- | ------ | ----------- |
|         | Report |             |

| Sturm Graz      | 2–0    | Monaco |
| --------------- | ------ | ------ |
| Schopp 39', 88' | Report |        |

| Sturm Graz                  | 2–0    | Rangers |
| --------------------------- | ------ | ------- |
| Yuran 20' · Prilasnig 90+4' | Report |         |

| Monaco                                             | 4–2    | Galatasaray                          |
| -------------------------------------------------- | ------ | ------------------------------------ |
| Contreras 6' · Bonnal 19' · Simone 22' · Nonda 26' | Report | Hakan Ünsal 24' · Bülent Korkmaz 63' |

| Galatasaray                    | 2–2    | Sturm Graz                         |
| ------------------------------ | ------ | ---------------------------------- |
| Ergün 30' (ph.đ.) · Jardel 75' | Report | Yuran 64' · Hakan Ünsal 80' (l.n.) |

| Rangers              | 2–2    | Monaco                    |
| -------------------- | ------ | ------------------------- |
| Miller 3' · Mols 52' | Report | Costinha 39' · Simone 78' |

### Bảng E
| VT | Đội                 | ST | T | H | B | BT | BB | HS | Đ  | Giành quyền tham dự           |
| -- | ------------------- | -- | - | - | - | -- | -- | -- | -- | ----------------------------- |
| 1  | Deportivo La Coruña | 6  | 2 | 4 | 0 | 6  | 4  | +2 | 10 | Đi tiếp vào vòng bảng thứ hai |
| 2  | Panathinaikos       | 6  | 2 | 2 | 2 | 6  | 5  | +1 | 8  | Đi tiếp vào vòng bảng thứ hai |
| 3  | Hamburg             | 6  | 1 | 3 | 2 | 9  | 9  | 0  | 6  | Chuyển qua Cúp UEFA           |
| 4  | Juventus            | 6  | 1 | 3 | 2 | 9  | 12 | −3 | 6  |                               |

| Hamburg                                                    | 4–4    | Juventus                                 |
| ---------------------------------------------------------- | ------ | ---------------------------------------- |
| Yeboah 17' · Mahdavikia 65' · Butt 72' (ph.đ.) · Kovač 82' | Report | Tudor 6' · Inzaghi 36', 52', 88' (ph.đ.) |

| Panathinaikos | 1–1    | Deportivo La Coruña |
| ------------- | ------ | ------------------- |
| Warzycha 29'  | Report | Naybet 84'          |

| Juventus                        | 2–1    | Panathinaikos |
| ------------------------------- | ------ | ------------- |
| Tacchinardi 35' · Trezeguet 83' | Report | Goumas 45+2'  |

| Deportivo La Coruña          | 2–1    | Hamburg      |
| ---------------------------- | ------ | ------------ |
| Pandiani 44' · Scaloni 90+4' | Report | Barbarez 53' |

| Juventus | 0–0    | Deportivo La Coruña |
| -------- | ------ | ------------------- |
|          | Report |                     |

| Hamburg | 0–1    | Panathinaikos   |
| ------- | ------ | --------------- |
|         | Report | Nasiopoulos 36' |

| Deportivo La Coruña | 1–1    | Juventus    |
| ------------------- | ------ | ----------- |
| Víctor 11'          | Report | Inzaghi 10' |

| Panathinaikos | 0–0    | Hamburg |
| ------------- | ------ | ------- |
|               | Report |         |

| Juventus      | 1–3    | Hamburg                               |
| ------------- | ------ | ------------------------------------- |
| Kovačević 56' | Report | Präger 24' · Yeboah 48' · Panadić 62' |

| Deportivo La Coruña | 1–0    | Panathinaikos |
| ------------------- | ------ | ------------- |
| Pandiani 82'        | Report |               |

| Panathinaikos                                 | 3–1    | Juventus    |
| --------------------------------------------- | ------ | ----------- |
| Sousa 7' · Basinas 58' (ph.đ.) · Warzycha 65' | Report | Inzaghi 24' |

| Hamburg        | 1–1    | Deportivo La Coruña |
| -------------- | ------ | ------------------- |
| Mahdavikia 10' | Report | Makaay 58'          |

### Bảng F
| VT | Đội                 | ST | T | H | B | BT | BB | HS | Đ  | Giành quyền tham dự           |
| -- | ------------------- | -- | - | - | - | -- | -- | -- | -- | ----------------------------- |
| 1  | Bayern Munich       | 6  | 3 | 2 | 1 | 9  | 4  | +5 | 11 | Đi tiếp vào vòng bảng thứ hai |
| 2  | Paris Saint-Germain | 6  | 3 | 1 | 2 | 14 | 9  | +5 | 10 | Đi tiếp vào vòng bảng thứ hai |
| 3  | Rosenborg           | 6  | 2 | 1 | 3 | 13 | 15 | −2 | 7  | Chuyển qua Cúp UEFA           |
| 4  | Helsingborg         | 6  | 1 | 2 | 3 | 6  | 14 | −8 | 5  |                               |

| Rosenborg                                          | 3–1    | Paris Saint-Germain |
| -------------------------------------------------- | ------ | ------------------- |
| Berg 18' · Johnsen 62' · Skammelsrud 90+2' (ph.đ.) | Report | Christian 7'        |

| Helsingborg    | 1–3    | Bayern Munich                              |
| -------------- | ------ | ------------------------------------------ |
| Johansen 90+3' | Report | Scholl 7' · Salihamidžić 48' · Jancker 55' |

| Paris Saint-Germain                                       | 4–1    | Helsingborg    |
| --------------------------------------------------------- | ------ | -------------- |
| Anelka 25' · Robert 63' · Christian 81' · El Karkouri 90' | Report | Johansen 45+1' |

| Bayern Munich                       | 3–1    | Rosenborg    |
| ----------------------------------- | ------ | ------------ |
| Jancker 73' · Élber 77' · Linke 80' | Report | Sørensen 38' |

| Paris Saint-Germain | 1–0    | Bayern Munich |
| ------------------- | ------ | ------------- |
| Leroy 90+2'         | Report |               |

| Rosenborg                                                        | 6–1    | Helsingborg |
| ---------------------------------------------------------------- | ------ | ----------- |
| Johnsen 21', 29', 79' · Strand 51', 52' · S. Johansen 65' (l.n.) | Report | Prica 90+2' |

| Bayern Munich                      | 2–0    | Paris Saint-Germain |
| ---------------------------------- | ------ | ------------------- |
| Salihamidžić 3' · Paulo Sérgio 89' | Report |                     |

| Helsingborg              | 2–0    | Rosenborg |
| ------------------------ | ------ | --------- |
| Jansson 32' · Álvaro 77' | Report |           |

| Paris Saint-Germain                                                                          | 7–2    | Rosenborg       |
| -------------------------------------------------------------------------------------------- | ------ | --------------- |
| Déhu 16' · Christian 25' · Anelka 35', 90+2' · Luccin 45+2' · Leroy 76' · Robert 87' (ph.đ.) | Report | George 36', 38' |

| Bayern Munich | 0–0    | Helsingborg |
| ------------- | ------ | ----------- |
|               | Report |             |

| Helsingborg | 1–1    | Paris Saint-Germain |
| ----------- | ------ | ------------------- |
| Persson 71' | Report | Anelka 34'          |

| Rosenborg   | 1–1    | Bayern Munich |
| ----------- | ------ | ------------- |
| Johnsen 27' | Report | Jeremies 88'  |

### Bảng G
| VT | Đội               | ST | T | H | B | BT | BB | HS | Đ  | Giành quyền tham dự           |
| -- | ----------------- | -- | - | - | - | -- | -- | -- | -- | ----------------------------- |
| 1  | Anderlecht        | 6  | 4 | 0 | 2 | 11 | 14 | −3 | 12 | Đi tiếp vào vòng bảng thứ hai |
| 2  | Manchester United | 6  | 3 | 1 | 2 | 11 | 7  | +4 | 10 | Đi tiếp vào vòng bảng thứ hai |
| 3  | PSV Eindhoven     | 6  | 3 | 0 | 3 | 9  | 9  | 0  | 9  | Chuyển qua Cúp UEFA           |
| 4  | Dynamo Kyiv       | 6  | 1 | 1 | 4 | 7  | 8  | −1 | 4  |                               |

| Manchester United                                       | 5–1    | Anderlecht |
| ------------------------------------------------------- | ------ | ---------- |
| Cole 15', 50', 72' · Irwin 32' (ph.đ.) · Sheringham 42' | Report | Koller 55' |

| PSV Eindhoven             | 2–1    | Dynamo Kyiv  |
| ------------------------- | ------ | ------------ |
| Lucius 39' · Bruggink 53' | Report | Shatskikh 6' |

| Dynamo Kyiv | 0–0    | Manchester United |
| ----------- | ------ | ----------------- |
|             | Report |                   |

| Anderlecht   | 1–0    | PSV Eindhoven |
| ------------ | ------ | ------------- |
| Dheedene 80' | Report |               |

| PSV Eindhoven                           | 3–1    | Manchester United  |
| --------------------------------------- | ------ | ------------------ |
| Bouma 17' · Van Bommel 38' · Kežman 64' | Report | Scholes 3' (ph.đ.) |

| Dynamo Kyiv                                       | 4–0    | Anderlecht |
| ------------------------------------------------- | ------ | ---------- |
| Husin 52' · Shatskikh 82' · Demetradze 89', 90+4' | Report |            |

| Manchester United                       | 3–1    | PSV Eindhoven  |
| --------------------------------------- | ------ | -------------- |
| Sheringham 8' · Scholes 82' · Yorke 87' | Report | Van Bommel 76' |

| Anderlecht                                            | 4–2    | Dynamo Kyiv                 |
| ----------------------------------------------------- | ------ | --------------------------- |
| Vashchuk 10' (l.n.) · Radzinski 38', 41' · Stoica 45' | Report | Kaladze 1' · Byalkevich 87' |

| Anderlecht         | 2–1    | Manchester United |
| ------------------ | ------ | ----------------- |
| Radzinski 15', 34' | Report | Irwin 36' (ph.đ.) |

| Dynamo Kyiv | 0–1    | PSV Eindhoven |
| ----------- | ------ | ------------- |
|             | Report | Ooijer 45'    |

| Manchester United | 1–0    | Dynamo Kyiv |
| ----------------- | ------ | ----------- |
| Sheringham 18'    | Report |             |

| PSV Eindhoven    | 2–3    | Anderlecht                            |
| ---------------- | ------ | ------------------------------------- |
| Ramzi 45+2', 47' | Report | Crasson 9' · Koller 37' · Youla 90+3' |

### Bảng H
| VT | Đội          | ST | T | H | B | BT | BB | HS  | Đ  | Giành quyền tham dự           |
| -- | ------------ | -- | - | - | - | -- | -- | --- | -- | ----------------------------- |
| 1  | Milan        | 6  | 3 | 2 | 1 | 12 | 6  | +6  | 11 | Đi tiếp vào vòng bảng thứ hai |
| 2  | Leeds United | 6  | 2 | 3 | 1 | 9  | 6  | +3  | 9  | Đi tiếp vào vòng bảng thứ hai |
| 3  | Barcelona    | 6  | 2 | 2 | 2 | 13 | 9  | +4  | 8  | Chuyển qua Cúp UEFA           |
| 4  | Beşiktaş     | 6  | 1 | 1 | 4 | 4  | 17 | −13 | 4  |                               |

| Milan                                                   | 4–1    | Beşiktaş           |
| ------------------------------------------------------- | ------ | ------------------ |
| Coco 36' · Bierhoff 44' · Shevchenko 45+2' (ph.đ.), 77' | Report | Tayfur 20' (ph.đ.) |

| Barcelona                                     | 4–0    | Leeds United |
| --------------------------------------------- | ------ | ------------ |
| Rivaldo 10' · De Boer 20' · Kluivert 75', 84' | Report |              |

| Leeds United | 1–0    | Milan |
| ------------ | ------ | ----- |
| Bowyer 89'   | Report |       |

| Beşiktaş                          | 3–0    | Barcelona |
| --------------------------------- | ------ | --------- |
| Ahmet Dursun 38', 75' · Nouma 87' | Report |           |

| Barcelona | 0–2    | Milan                     |
| --------- | ------ | ------------------------- |
|           | Report | Coco 45+1' · Bierhoff 71' |

| Leeds United                                                          | 6–0    | Beşiktaş |
| --------------------------------------------------------------------- | ------ | -------- |
| Bowyer 7', 90+4' · Viduka 12' · Matteo 22' · Bakke 65' · Huckerby 90' | Report |          |

| Milan                              | 3–3    | Barcelona             |
| ---------------------------------- | ------ | --------------------- |
| Albertini 26', 39' · José Mari 45' | Report | Rivaldo 19', 43', 68' |

| Beşiktaş | 0–0    | Leeds United |
| -------- | ------ | ------------ |
|          | Report |              |

| Beşiktaş | 0–2    | Milan                          |
| -------- | ------ | ------------------------------ |
|          | Report | Shevchenko 38' · José Mari 43' |

| Leeds United | 1–1    | Barcelona     |
| ------------ | ------ | ------------- |
| Bowyer 5'    | Report | Rivaldo 90+4' |

| Milan        | 1–1    | Leeds United |
| ------------ | ------ | ------------ |
| Serginho 68' | Report | Matteo 45'   |

| Barcelona                                                          | 5–0    | Beşiktaş |
| ------------------------------------------------------------------ | ------ | -------- |
| Cocu 11' · Luis Enrique 17', 49' · Rivaldo 81' (ph.đ.) · Gabri 88' | Report |          |